# Volkswagen Crafter
Volkswagen Crafter — серия лёгких коммерческих автомобилей, включающая цельнометаллический фургон, микроавтобус и бортовой грузовик (шасси с кабиной), выпускаемый компанией Volkswagen.
Первое поколение Crafter было построено на базе второго поколения Mercedes-Benz Sprinter, но с двигателями Volkswagen. Первое поколение Crafter было представлено в 2006 году в качестве замены устаревшей серии Volkswagen LT2. Адаптацию модели под бренд Volkswagen осуществляло подразделение Volkswagen Commercial Vehicles, но базовая платформа была разработана специалистами Daimler.
В 2011 году серия Crafter прошла рестайлинг с обновлением экстерьера в соответствии со стилистикой бренда VW того времени и заменой силовых агрегатов на более современные и экономичные.
В 2016 году появилось второе поколение Crafter II (LT4), которое уже было полностью разработано компанией Volkswagen и более никак не связано с новым Mercedes-Benz Sprinter. Новый автомобиль получил собрата MAN TGE, полученного методом бейджинжиниринга, который реализуется подразделением MAN Truck & Bus в качестве конкурента. Обе модели производятся параллельно на новом заводе Volkswagen в польском городе Вжесня (Познанское воеводство), включая электроверсии eCrafter.
Автомобиль также известен как Volkswagen Crafter Volt. Конкуренцию на рынке Европы в сегменте «тяжёлых вэнов» (HVAN) ему составляют такие модели как Renault Master, Nissan NV400, Ford Transit, Mercedes-Benz Sprinter, Fiat Ducato / Citroën Jumper / Peugeot Boxer, Iveco Daily и Hyundai H350.

## История

### Премьера (2006)
Премьера автомобиля состоялась в 2006 году. Компания Volkswagen продавала его под именем Crafter, а концерн Daimler AG именовал собственную версию как Freightliner Sprinter и Dodge Sprinter (Североамериканский рынок).

### Обновление (2011)
В апреле 2011 года подразделение Volkswagen Commercial Vehicles представило обновлённую версию Volkswagen Crafter. Среди внешних изменений, призванных соответствовать современному стилю бренда, особенно заметна новая решётка радиатора. Внутри модернизации подверглись также силовые агрегаты. Автомобиль получил новые двигатели: 2,0-литровый TDI мощностью 80 кВт / 109 л. с. и BiTDI мощностью 120 кВт / 163 л. с. (кодовое обозначение EA189).

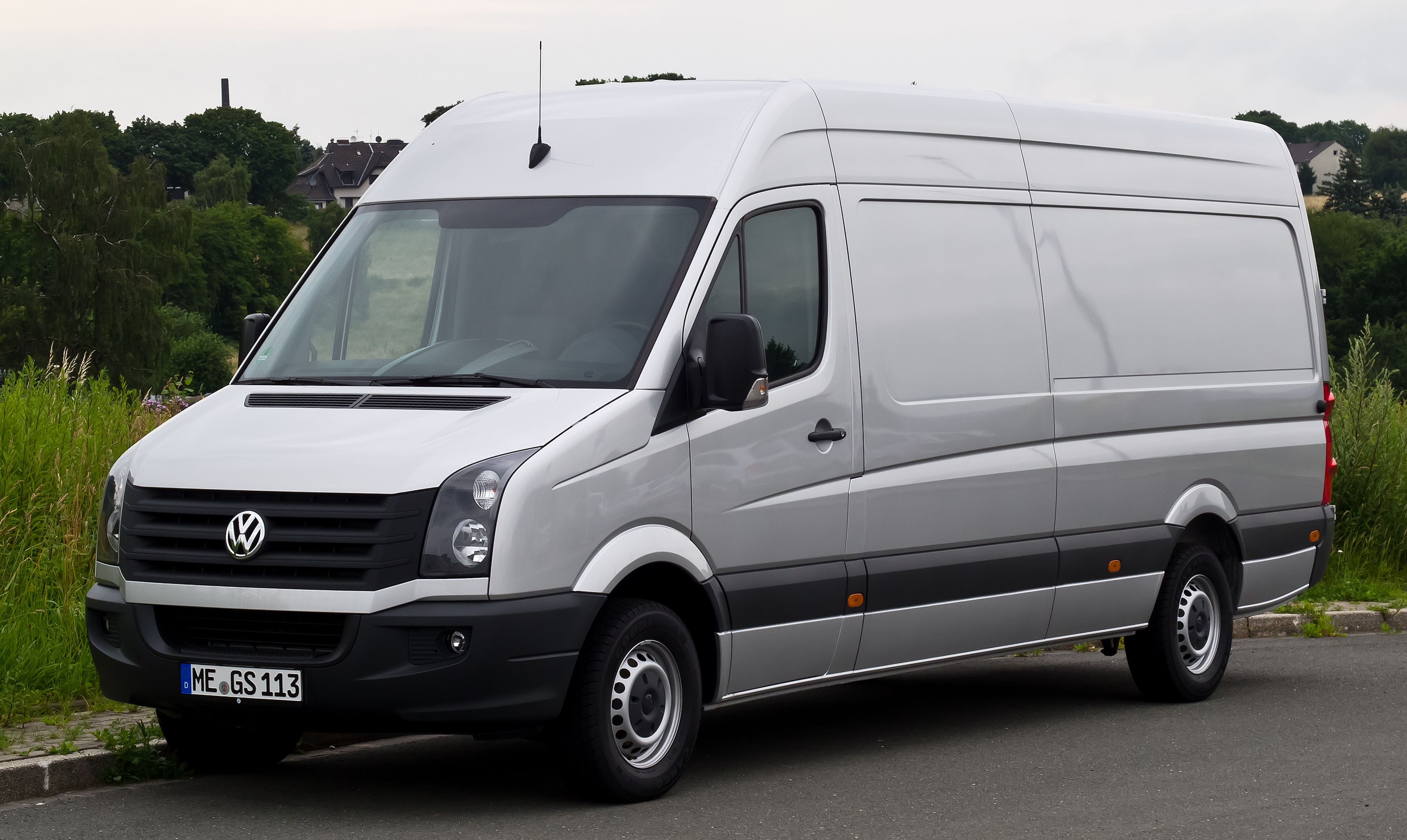
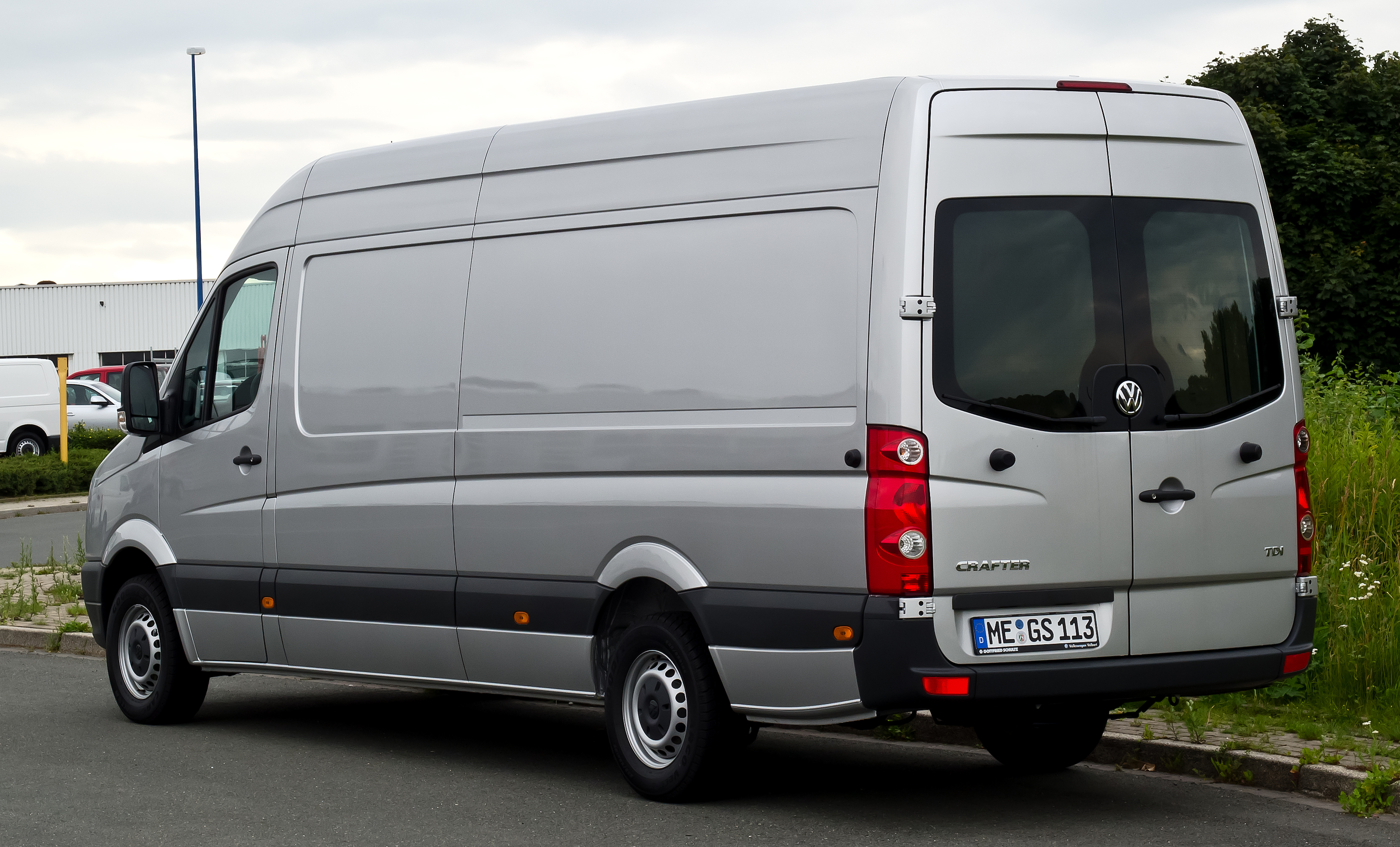

В марте 2012 года был представлен вариант Crafter 4Motion с системой полного привода 4Motion и двигателем BiTDI мощностью 120 кВт (163 л. с.).

## Описание

### Дизайн
Ответственным за дизайн передней части автомобиля был назначен французский дизайнер автомобилей Лоран Буле. Общая концепция была позаимствована у продукции подразделения Volkswagen Constellation.

### Интерьер

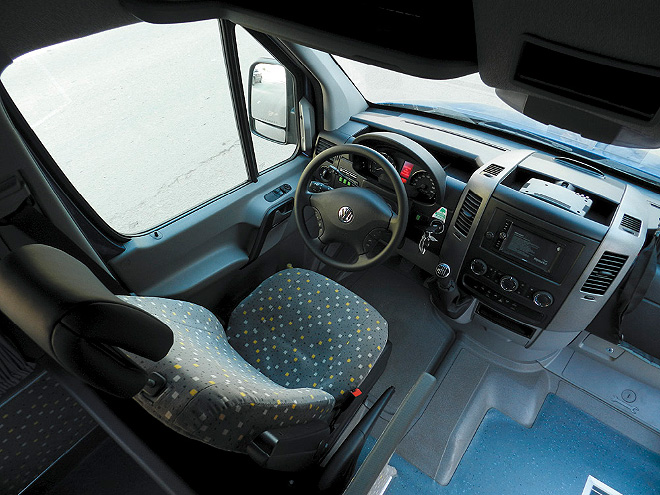
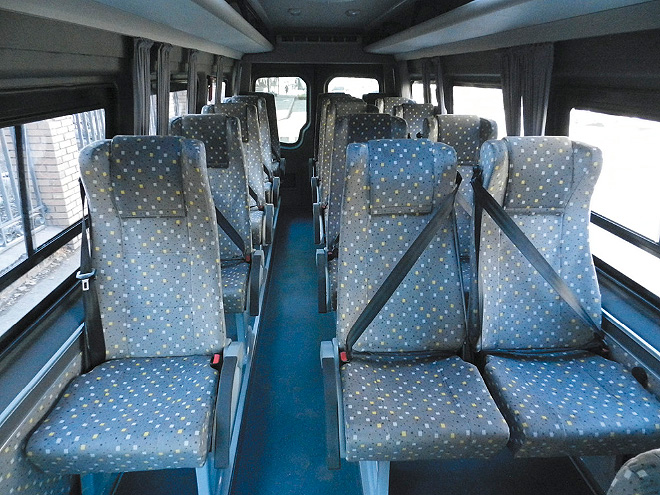
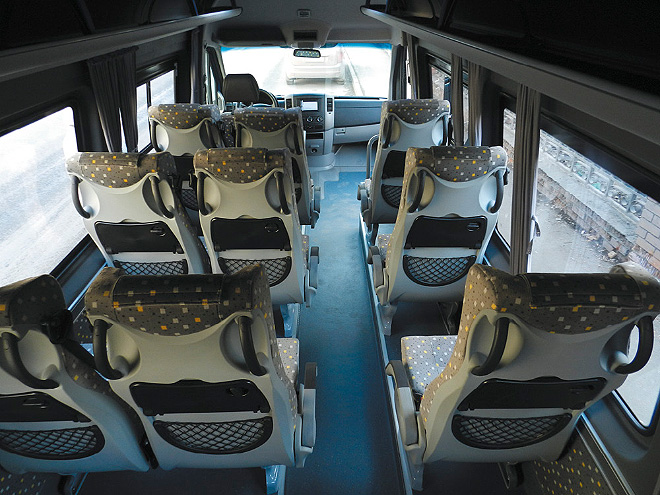

### Оборудование
На Volkswagen Crafter может быть установлено следующее оборудование:
- датчик дождя;
- обогрев ветрового стекла;
- центральный замок;
- система охранной сигнализации с контролем салона и датчиком наклона;
- датчики парковки;
- система контроля давления в шинах;
- системы радиосвязи и навигации;
- телефон;
- тахограф;
- радио;
- круиз-контроль;
- обогреватель;
- обогрев сидений;
- камера заднего вида.

### Двигатели

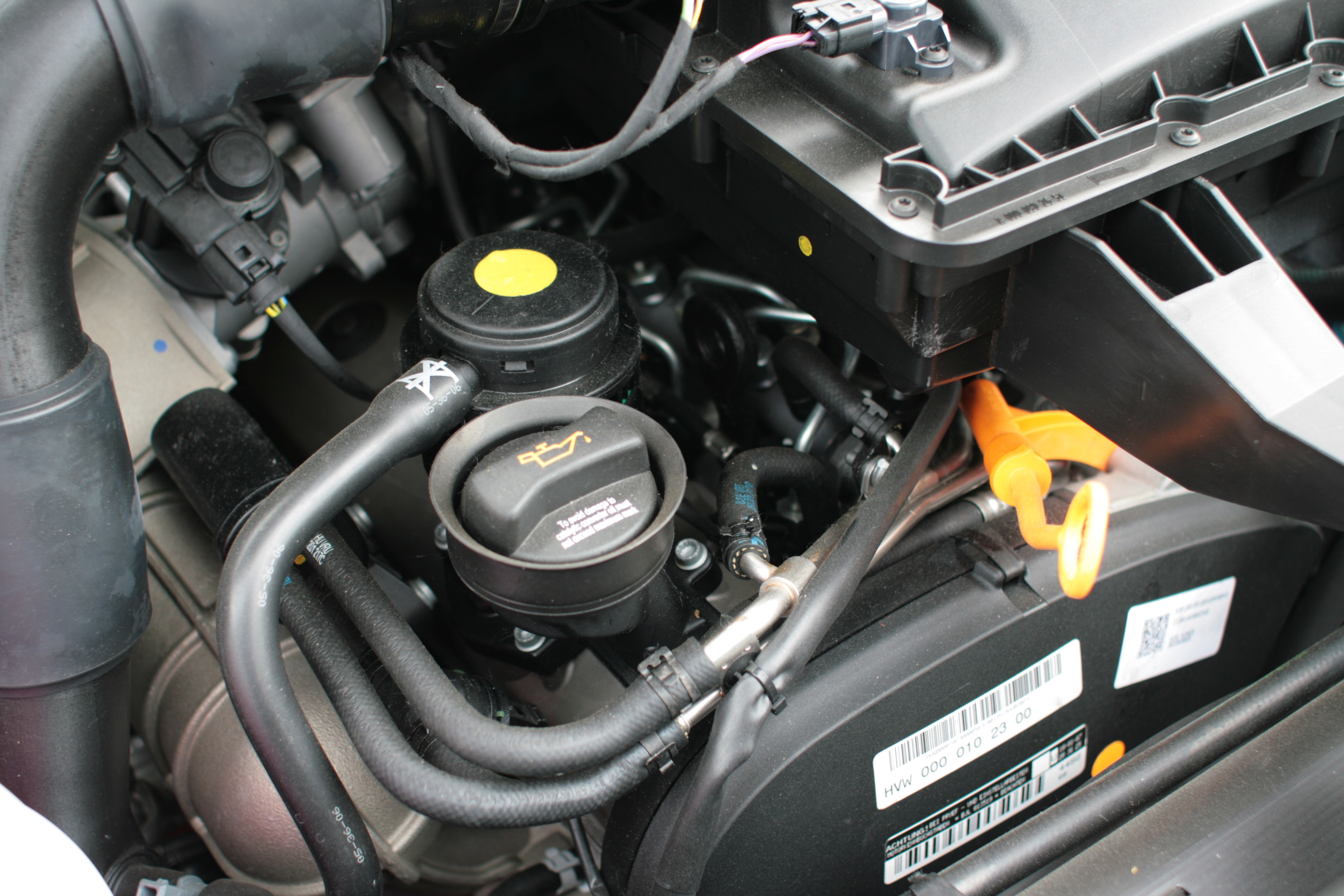
Двигатель VW Crafter

| Годы выпуска: 2006—2011              | Годы выпуска: 2006—2011 | Годы выпуска: 2006—2011 | Годы выпуска: 2006—2011 | Годы выпуска: 2006—2011 | Годы выпуска: 2006—2011 |
| Модель                               | Тип двигателя           | Мощность                | Обороты в минуту        | Крутящий момент         | Обороты в минуту        |
| ------------------------------------ | ----------------------- | ----------------------- | ----------------------- | ----------------------- | ----------------------- |
| 2.5 TDI CR (EA188)                   | 2459 см³. I5 турбо      | 88 л. с. (65 кВт)       | 3500                    | 220 Н·м                 | 2000                    |
| 2.5 TDI CR (EA188)                   | 2459 см³. I5 турбо      | 109 л. с. (80 кВт)      | 3500                    | 280 Н·м                 | 2000                    |
| 2.5 TDI CR (EA188)                   | 2459 см³. I5 турбо      | 136 л. с. (100 кВт)     | 3500                    | 300 Н·м                 | 2000                    |
| 2.5 TDI CR (EA188)                   | 2459 см³. I5 турбо      | 163 л. с. (120 кВт)     | 3500                    | 350 Н·м                 | 2000                    |
| 2.5 TDI CR (EA188)                   | 2459 см³. I5 турбо      | 303 л. с. (220 кВт)     | 4200                    | 560 Н·м                 | 2600                    |
| Годы выпуска: 2011 — настоящее время |                         |                         |                         |                         |                         |
| Модель                               | Тип двигателя           | Мощность                | Обороты в минуту        | Крутящий момент         | Обороты в минуту        |
| 2.0 TDI CR (EA189)                   | 1968 см³. I4 турбо      | 109 л. с. (80 кВт)      | 3500                    | 300 Н·м                 | 1500—2250               |
| 2.0 TDI CR (EA189)                   | 1968 см³. I4 турбо      | 136 л. с. (100 кВт)     | 3500                    | 340 Н·м                 | 1500—2250               |
| 2.0 BiTDI CR (EA288)                 | 1968 см³. I4 турбо      | 163 л. с. (120 кВт)     | 4000                    | 400 Н·м                 | 1500—2250               |

## Ходовая часть

### Рулевое управление
Для достижения высокого уровня комфорта при управлении на автомобиле установлено гидравлическое реечное рулевое управление. Телескопическая рулевая колонка разработана для повышения безопасности транспортного средства при столкновении и может быть скорректирована (в качестве опции) по высоте и наклону.